# Hero Wanted – Helden brauchen kein Gesetz
Hero Wanted – Helden brauchen kein Gesetz ist ein US-amerikanischer Actionfilm aus dem Jahr 2008. Regie führte Brian Smrz, das Drehbuch schrieben Chad Law und Evan Law.

## Handlung
Der Müllmann Liam Case verliert bei einem Autounfall seine Frau und sein ungeborenes Kind. Der trauernde Witwer sieht keinen Sinn mehr in seinem Leben. Eines Tages wird er Zeuge eines Verkehrsunfalls und rettet ein Kind aus einem brennenden Auto. Fortan wird er als Held gefeiert.
Mehrere Jahre später verliebt er sich in die Bankangestellte Kayla McQueen und inszeniert einen Raubüberfall auf die Bank, damit er sich dabei als Held profilieren und sie beeindrucken kann. Der Coup geht schief und sowohl er, als auch die Bankangestellte werden lebensbedrohlich verletzt.
Nachdem Case wieder genesen ist erfährt er, dass die Bankangestellte McQueen den Überfall überlebte und ins Koma fiel. Er beginnt einen Rachefeldzug gegen seine Komplizen Derek, Skinner McGraw und Lynch McGraw. Hilfe bekommt er dabei von Cosmo Jackson, der gemeinsam mit seinem inzwischen toten Vater im Vietnamkrieg diente.

## Kritiken
David Nusair schrieb auf Reel Film Reviews, Hero Wanted sei „geringfügig besser“ als vergleichbare Filme, aber er bleibe trotzdem nur „ein weiterer wirkungsloser Direct-to-Video-Actionfilm“. Der debütierende Regisseur habe sämtliche Aspekte der Action untergeordnet – vom Schnitt bis zu derart nicht überzeugenden Dialogen, dass man mit den Augen rolle („eye-rollingly unconvincing dialogue“). Den talentierten Darstellern Cuba Gooding junior, Ray Liotta und Jean Smart biete der Film keinen Halt.

„Ebenso schlichter wie brutaler Rächerfilm, der einschlägige Vorbilder kopiert und bestenfalls durch hektische Schnitte auffällt. Die guten Darsteller werden unter Wert verkauft.“

## Hintergründe
Der Film wurde im April und im Mai 2007 in Sofia gedreht. Seine Produktionskosten betrugen schätzungsweise 6 Millionen US-Dollar. Der Film kam am 28. März 2008 in die ausgewählten Kinos der USA, bevor er dort am 29. April 2008 auf DVD veröffentlicht wurde. In den meisten Ländern – wie Griechenland, Großbritannien und Australien – wurde er direkt auf DVD veröffentlicht. Im Januar 2012 wurde der Film von 3L-Films nochmals neu aufgelegt und unter dem Titel „RAGE – Gnadenlose Vergeltung“ in den deutschen Handel gebracht.